# Nørholm Sogn
Nørholm Sogn er et sogn i Aalborg Vestre Provsti (Aalborg Stift).
I 1800-tallet var Nørholm Sogn et selvstændigt pastorat. Det hørte til Hornum Herred i Ålborg Amt. Nørholm sognekommune blev ved kommunalreformen i 1970 indlemmet i Aalborg Kommune.
I Nørholm Sogn ligger Nørholm Kirke.
I sognet findes følgende autoriserede stednavne:
- Bavnehøj (areal)
- Draget (vandareal)
- Jydeholmen (bebyggelse)
- Klitgård (bebyggelse, ejerlav)
- Klitgårds Fiskerleje (bebyggelse)
- Mellemholm (bebyggelse)
- Nørholm (bebyggelse, ejerlav)
- Nørholm Enge (bebyggelse)
- Porsheden (bebyggelse)
- Vesterhøje (areal)